# 1. Tennis-Bundesliga (Herren) 2008
In der 37. Saison der Tennis-Bundesliga der Herren wurde 2008 die Mannschaft von TK Kurhaus Lambertz Aachen Deutscher Meister.
TC Großhesselohe, der sportliche Aufsteiger aus der 2. Bundesliga Herren Süd hatte auf den Aufstieg verzichtet und trat 2008 wiederum in der 2. Bundesliga Süd an.

So konnte der 2007 aus der 1. Tennis-Bundesliga sportlich abgestiegene Solinger TC 1902 auch in der Saison 2008 wieder in der 1. Bundesliga antreten.

## Spieltage und Mannschaften
| Spieltage                                    |
| -------------------------------------------- |
| 1. Spieltag: Fr., 4. Juli 2008, 13:00 Uhr    |
| 2. Spieltag: So., 6. Juli 2008, 11:00 Uhr    |
| 3. Spieltag: So., 13. Juli 2008, 11:00 Uhr   |
| 4. Spieltag: Fr., 18. Juli 2008, 13:00 Uhr   |
| 5. Spieltag: So., 20. Juli 2008, 11:00 Uhr   |
| 6. Spieltag: So., 27. Juli 2008, 11:00 Uhr   |
| 7. Spieltag: So., 3. August 2008, 11:00 Uhr  |
| 8. Spieltag: So., 10. August 2008, 11:00 Uhr |
| 9. Spieltag: Sa., 16. August 2008, 13:00 Uhr |

| Mannschaften            |
| ----------------------- |
| Erfurter TC Rot-Weiß    |
| ETuF Essen              |
| HTC Blau-Weiß Krefeld   |
| Kurhaus Lambertz Aachen |
| Rochusclub Düsseldorf   |
| Solinger TC 1902        |
| TC Blau-Weiss Halle     |
| TC Blau-Weiss Neuss     |
| TK Grün-Weiss Mannheim  |
| TV Reutlingen           |

## Abschlusstabelle
|     | Mannschaft                 | Begegnungen | Punkte | Matches | Sätze | Spiele  |
| --- | -------------------------- | ----------- | ------ | ------- | ----- | ------- |
| 01. | Kurhaus Lambertz Aachen    | 9           | 18:0   | 47:7    | 97:29 | 612:405 |
| 02. | TK Grün-Weiss Mannheim (M) | 9           | 12:6   | 30:24   | 67:61 | 541:519 |
| 03. | TC Blau-Weiss Halle        | 9           | 11:7   | 32:22   | 76:52 | 578:493 |
| 04. | Erfurter TC Rot-Weiß       | 9           | 11:7   | 29:25   | 67:64 | 530:541 |
| 05. | Rochusclub Düsseldorf      | 9           | 10:8   | 29:25   | 69:58 | 534:511 |
| 06. | ETuF Essen (N)             | 9           | 09:9   | 27:27   | 65:60 | 538:521 |
| 07. | TC Blau-Weiss ASICS Neuss  | 9           | 09:9   | 27:27   | 64:66 | 517:543 |
| 08. | HTC Blau-Weiß Krefeld      | 9           | 05:13  | 18:36   | 45:81 | 472:556 |
| 09. | TV Reutlingen              | 9           | 04:14  | 18:36   | 49:78 | 465:563 |
| 10. | Solinger TC 1902           | 9           | 01:17  | 13:41   | 40:90 | 452:587 |

|                      |                                                                |
| Zum Saisonende 2007: |                                                                |
| (M)                  | Meister, Meister in der Vorsaison                              |
| (N)                  | Neuling, Aufsteiger aus der 2. Tennis-Bundesliga (Herren) 2007 |

| Zum Saisonende 2008:                                        |
| Meister Absteiger in die 2. Tennis-Bundesliga (Herren) 2009 |

## Mannschaftskader
| Pos. | Name              |
| ---- | ----------------- |
| 1    | Andreas Seppi     |
| 2    | Dominik Hrbatý    |
| 3    | Ivo Minář         |
| 4    | Fabio Fognini     |
| 5    | Bohdan Ulihrach   |
| 6    | Younes El Aynaoui |
| 7    | Oliver Marach     |
| 8    | Łukasz Kubot      |
| 9    | Marco Mirnegg     |
| 10   | Félix Mantilla    |
| 11   | František Čermák  |
| 12   | Martin Wick       |
| 13   | Leoš Friedl       |
| 14   | Andreas Kipp      |
| 15   |                   |
| 16   |                   |

| Pos. | Name                    |
| ---- | ----------------------- |
| 1    | Philipp Kohlschreiber   |
| 2    | Stefan Koubek           |
| 3    | Guillermo García López  |
| 4    | Carlos Berlocq          |
| 5    | Pablo Cuevas            |
| 6    | Christophe Rochus       |
| 7    | Thierry Ascione         |
| 8    | Iván Navarro            |
| 9    | Édouard Roger-Vasselin  |
| 10   | Daniel Muñoz de la Nava |
| 11   | Diego Hartfield         |
| 12   | Matthias Bachinger      |
| 13   | Sebastián Prieto        |
| 14   |                         |
| 15   |                         |
| 16   |                         |

| Pos. | Name                   |
| ---- | ---------------------- |
| 1    | Brian Dabul            |
| 2    | Diego Junqueira        |
| 3    | Franco Ferreiro        |
| 4    | Cristian Villagrán     |
| 5    | Juan-Martín Aranguren  |
| 6    | Francesco Aldi         |
| 7    | Dennis van Scheppingen |
| 8    | Fred Hemmes            |
| 9    | Daniel Düren           |
| 10   | Dominik Pfeiffer       |
| 11   | Sven André             |
| 12   | Pascal Wilkat          |
| 13   |                        |
| 14   |                        |
| 15   |                        |
| 16   |                        |

| Pos. | Name                    |
| ---- | ----------------------- |
| 1    | Simone Bolelli          |
| 2    | Steve Darcis            |
| 3    | Jiří Vaněk              |
| 4    | Rainer Schüttler        |
| 5    | Philipp Petzschner      |
| 6    | Florian Mayer           |
| 7    | Dominik Meffert         |
| 8    | Simon Greul             |
| 9    | Konstantinos Economidis |
| 10   | Michal Mertiňák         |
| 11   | Jiří Novák              |
| 12   | Jaroslav Levinský       |
| 13   | Leif Berger             |
| 14   | Max Wählen              |
| 15   |                         |
| 16   |                         |

| Pos. | Name                     |
| ---- | ------------------------ |
| 1    | Agustín Calleri          |
| 2    | José Acasuso             |
| 3    | Fabrice Santoro          |
| 4    | Albert Montañés          |
| 5    | Jewgeni Koroljow         |
| 6    | Martín Vassallo Argüello |
| 7    | Luis Horna               |
| 8    | Mischa Zverev            |
| 9    | Sergio Roitman           |
| 10   | Pablo Andújar            |
| 11   | Juan Pablo Guzmán        |
| 12   | Martín Alberto García    |
| 13   | Óscar Sabate Bretos      |
| 14   | Maximilian Scheiter      |
| 15   |                          |
| 16   |                          |

| Pos. | Name             |
| ---- | ---------------- |
| 1    | Dudi Sela        |
| 2    | Boris Pašanski   |
| 3    | Joseph Sirianni  |
| 4    | Ivo Klec         |
| 5    | Alexander Flock  |
| 6    | Bastian Knittel  |
| 7    | Clinton Thomson  |
| 8    | Gero Kretschmer  |
| 9    | Marius Zay       |
| 10   | Michael Kohlmann |
| 11   | Martin Emmrich   |
| 12   | Robert Lindstedt |
| 13   |                  |
| 14   |                  |
| 15   |                  |
| 16   |                  |

| Pos. | Name                  |
| ---- | --------------------- |
| 1    | Jarkko Nieminen       |
| 2    | Marc Gicquel          |
| 3    | Santiago Ventura      |
| 4    | Óscar Hernández       |
| 5    | Viktor Troicki        |
| 6    | Máximo González       |
| 7    | Éric Prodon           |
| 8    | Andrei Pavel          |
| 9    | Rubén Ramírez Hidalgo |
| 10   | Werner Eschauer       |
| 11   | Alexander Waske       |
| 12   | Christopher Kas       |
| 13   |                       |
| 14   |                       |
| 15   |                       |
| 16   |                       |

| Pos. | Name                  |
| ---- | --------------------- |
| 1    | Marcel Granollers     |
| 2    | Potito Starace        |
| 3    | Robin Haase           |
| 4    | Marcos Daniel         |
| 5    | Daniel Gimeno Traver  |
| 6    | Flavio Cipolla        |
| 7    | David Guez            |
| 8    | Jesse Huta Galung     |
| 9    | Andreas Haider-Maurer |
| 10   | Tobias Summerer       |
| 11   | Marc Meigel           |
| 12   | Raphael Özelli        |
| 13   | Kevin Müller          |
| 14   | Maximilian Dinslaken  |
| 15   |                       |
| 16   |                       |

| Pos. | Name                 |
| ---- | -------------------- |
| 1    | Janko Tipsarević     |
| 2    | Denis Gremelmayr     |
| 3    | Jürgen Melzer        |
| 4    | Benjamin Becker      |
| 5    | Björn Phau           |
| 6    | Adrian Cruciat       |
| 7    | Marc López           |
| 8    | Fernando Vicente     |
| 9    | Juan Pablo Brzezicki |
| 10   | Alexander Peya       |
| 11   | Benedikt Dorsch      |
| 12   | Daniel Elsner        |
| 13   | Philipp Greuell      |
| 14   | Philipp Böttcher     |
| 15   |                      |
| 16   |                      |

| Pos. | Name                   |
| ---- | ---------------------- |
| 1    | Roko Karanušić         |
| 2    | Nicolas Devilder       |
| 3    | Leonardo Mayer         |
| 4    | Olivier Patience       |
| 5    | Dick Norman            |
| 6    | Stefano Galvani        |
| 7    | Simone Vagnozzi        |
| 8    | Alessio di Mauro       |
| 9    | Leonardo Azzaro        |
| 10   | Pablo Santos González  |
| 11   | Jean-Christophe Faurel |
| 12   | Sebastian Fitz         |
| 13   | Philipp Hesse          |
| 14   |                        |
| 15   |                        |
| 16   |                        |

## Ergebnisse
| Datum/Uhrzeit        | Heimmannschaft          | Gastmannschaft          | Matches | Sätze | Spiele |
| -------------------- | ----------------------- | ----------------------- | ------- | ----- | ------ |
| Fr. 4. Juli 13:00    | TC Blau-Weiß Halle      | TC Blau-Weiß Neuss      | 5:1     | 11:3  | 72:44  |
| Fr. 4. Juli 13:00    | Solinger TC 1902        | TK Grün-Weiss Mannheim  | 2:4     | 5:10  | 51:65  |
| Fr. 4. Juli 13:00    | ETuF Essen              | Rochusclub Düsseldorf   | 3:3     | 8:7   | 67:54  |
| Fr. 4. Juli 13:00    | TV Reutlingen           | Erfurter TC Rot-Weiß    | 2:4     | 5:9   | 56:67  |
| Fr. 4. Juli 13:00    | Kurhaus Lambertz Aachen | HTC Blau-Weiß Krefeld   | 6:0     | 12:0  | 75:45  |
| So. 6. Juli 11:00    | TC Blau-Weiß Neuss      | Solinger TC 1902        | 4:2     | 9:6   | 68:62  |
| So. 6. Juli 11:00    | HTC Blau-Weiß Krefeld   | TC Blau-Weiß Halle      | 1:5     | 5:10  | 61:60  |
| So. 6. Juli 11:00    | Erfurter TC Rot-Weiß    | Rochusclub Düsseldorf   | 4:2     | 9:7   | 67:62  |
| So. 6. Juli 11:00    | ETuF Essen              | Kurhaus Lambertz Aachen | 1:5     | 3:10  | 51:65  |
| So. 6. Juli 11:00    | TV Reutlingen           | TK Grün-Weiss Mannheim  | 1:5     | 5:10  | 40:66  |
| So. 13. Juli 11:00   | Rochusclub Düsseldorf   | TV Reutlingen           | 5:1     | 10:4  | 71:49  |
| So. 13. Juli 11:00   | TC Blau-Weiß Neuss      | Kurhaus Lambertz Aachen | 2:4     | 5:8   | 46:65  |
| So. 13. Juli 11:00   | HTC Blau-Weiß Krefeld   | ETuF Essen              | 4:2     | 8:7   | 58:62  |
| So. 13. Juli 11:00   | Solinger TC 1902        | Erfurter TC Rot-Weiß    | 1:5     | 3:10  | 52:70  |
| So. 13. Juli 11:00   | TK Grün-Weiss Mannheim  | TC Blau-Weiß Halle      | 1:5     | 3:10  | 47:72  |
| Fr. 18. Juli 13:00   | TC Blau-Weiß Halle      | Erfurter TC Rot-Weiß    | 2:4     | 7:9   | 58:61  |
| Fr. 18. Juli 13:00   | Solinger TC 1902        | Rochusclub Düsseldorf   | 2:4     | 4:8   | 43:63  |
| Fr. 18. Juli 13:00   | ETuF Essen              | TC Blau-Weiß Neuss      | 4:2     | 8:5   | 55:55  |
| Fr. 18. Juli 13:00   | TV Reutlingen           | HTC Blau-Weiß Krefeld   | 4:2     | 10:4  | 69:48  |
| Fr. 18. Juli 13:00   | Kurhaus Lambertz Aachen | TK Grün-Weiss Mannheim  | 5:1     | 11:4  | 66:49  |
| So. 20. Juli 11:00   | Rochusclub Düsseldorf   | Kurhaus Lambertz Aachen | 1:5     | 5:11  | 41:70  |
| So. 20. Juli 11:00   | TC Blau-Weiß Halle      | ETuF Essen              | 3:3     | 7:6   | 66:55  |
| So. 20. Juli 11:00   | HTC Blau-Weiß Krefeld   | TK Grün-Weiss Mannheim  | 1:5     | 3:10  | 55:64  |
| So. 20. Juli 11:00   | Erfurter TC Rot-Weiß    | TC Blau-Weiß Neuss      | 2:4     | 6:10  | 59:73  |
| So. 20. Juli 11:00   | TV Reutlingen           | Solinger TC 1902        | 5:1     | 10:5  | 61:49  |
| So. 27. Juli 11:00   | TC Blau-Weiß Neuss      | TV Reutlingen           | 4:2     | 9:6   | 59:56  |
| So. 27. Juli 11:00   | Solinger TC 1902        | HTC Blau-Weiß Krefeld   | 1:5     | 4:11  | 40:62  |
| So. 27. Juli 11:00   | TK Grün-Weiss Mannheim  | Rochusclub Düsseldorf   | 3:3     | 6:7   | 59:60  |
| So. 27. Juli 11:00   | ETuF Essen              | Erfurter TC Rot-Weiß    | 1:5     | 4:11  | 48:72  |
| So. 27. Juli 11:00   | Kurhaus Lambertz Aachen | TC Blau-Weiß Halle      | 6:0     | 12:2  | 73:46  |
| So. 3. August 11:00  | Rochusclub Düsseldorf   | TC Blau-Weiß Halle      | 3:3     | 6:8   | 52:68  |
| So. 3. August 11:00  | HTC Blau-Weiß Krefeld   | TC Blau-Weiß Neuss      | 1:5     | 4:10  | 46:65  |
| So. 3. August 11:00  | Erfurter TC Rot-Weiß    | TK Grün-Weiss Mannheim  | 2:4     | 5:8   | 56:62  |
| So. 3. August 11:00  | Solinger TC 1902        | ETuF Essen              | 0:6     | 1:12  | 33:68  |
| So. 3. August 11:00  | TV Reutlingen           | Kurhaus Lambertz Aachen | 1:5     | 3:10  | 41:64  |
| So. 10. August 11:00 | Rochusclub Düsseldorf   | HTC Blau-Weiß Krefeld   | 5:1     | 11:2  | 68:37  |
| So. 10. August 11:00 | TC Blau-Weiß Halle      | Solinger TC 1902        | 3:3     | 9:6   | 66:61  |
| So. 10. August 11:00 | TK Grün-Weiss Mannheim  | TC Blau-Weiß Neuss      | 4:2     | 9:7   | 65:56  |
| So. 10. August 11:00 | ETuF Essen              | TV Reutlingen           | 4:2     | 9:4   | 69:54  |
| So. 10. August 11:00 | Kurhaus Lambertz Aachen | Erfurter TC Rot-Weiß    | 6:0     | 12:1  | 70:25  |
| Sa. 16. August 13:00 | TC Blau-Weiß Halle      | TV Reutlingen           | 6:0     | 12:2  | 70:39  |
| Sa. 16. August 13:00 | TC Blau-Weiß Neuss      | TC Blau-Weiß Neuss      | 3:3     | 6:8   | 51:63  |
| Sa. 16. August 13:00 | Erfurter TC Rot-Weiß    | HTC Blau-Weiß Krefeld   | 3:3     | 7:8   | 53:60  |
| Sa. 16. August 13:00 | TK Grün-Weiss Mannheim  | ETuF Essen              | 3:3     | 7:8   | 64:63  |
| Sa. 16. August 13:00 | Kurhaus Lambertz Aachen | Solinger TC 1902        | 5:1     | 11:6  | 64:61  |